# Michael Powell
Michael Latham Powell (Bekesbourne, 30 september 1905 – Avening, 19 februari 1990) was een Brits filmregisseur, die vooral bekend is geworden door zijn samenwerking met Emeric Pressburger. Samen produceerden ze onder de naam "The Archers" een reeks klassieke Britse films.

## Biografie

### Jonge jaren
Powell was de tweede zoon en het jongste kind van Thomas William Powell (een hopkweker) en Mabel. Powell studeerde aan The King's School in Canterbury en het Dulwich College.
In 1922 ging Powell werken bij de National Provincial Bank, maar besefte al snel dat bankier niet zijn roeping was.

### Vroege filmcarrière
Powell raakte in 1925 betrokken bij de filmindustrie dankzij een samenwerking met regisseur Rex Ingram, die werkzaam was in de Victorine Studios in Nice. Powell begon als studiomedewerker. Hij hield zich onder andere bezig met fotografie en het schrijven van intertitels voor stomme films. Ook speelde hij een paar figurantenrollen. Zijn eerste rol was die van komische Britse toerist in Mare Nostrum (1926).
In 1928 keerde Powell terug naar Engeland, waar hij taken uitvoerde voor verschillende filmmakers, waaronder Alfred Hitchcock. Hij werkte mee aan Hitchcock’s stomme film Champagne (1928) en zijn eerste geluidsfilm, Blackmail (1929). Volgens zijn autobiografie was het Powell’s idee om de climax van Blackmail zich af te laten spelen rond het British Museum. Powell en Hitchcock bleven gedurende de rest van Hitchcock’s leven vrienden.
In 1931 ging Powell samenwerken met de Amerikaanse producer Jerry Jackson. Samen maakten ze een reeks films die in vaktermen "quota quickies" werden genoemd; films die relatief snel werden opgenomen om te voldoen aan een minimumaantal films dat Britse bioscopen jaarlijks wilden ontvangen. Door deze films ontwikkelde Powell zijn regievaardigheden. Hij maakte soms zeven films per jaar.
De eerste film waarin Powell op de aftiteling vermeld werd als de regisseur was Two Crowded Hours (1931); een thriller die ondanks het lage budget het toch goed deed aan de kassa. Van 1931 tot 1936 was Powell regisseur van 23 films, waaronder Red Ensign (1934) en The Phantom Light (1935).
Tegen 1939 was Powell een ervaren regisseur geworden. Zijn eerste grote film was The Edge of the World. Alexander Korda huurde Powell geregeld in voor projecten als Burmese Silver. Veel van deze projecten werden echter vroegtijdig afgeblazen.

### The Archers
Via de film The Spy in Black leerde Powell Emeric Pressburger kennen. De twee beseften al snel dat ze, ondanks hun verschillende achtergronden en persoonlijkheden, een gezamenlijke mening over films maken, en waarschijnlijk goed samen zouden kunnen werken.
Samen regisseerden ze de films Contraband (1940) en 49th Parallel. Na deze twee films werden ze officieel een duo onder de gezamenlijke naam "The Archers". Onder deze naam maakten ze 19 films, waarvan er veel zowel financieel als kritisch een succes waren. Hun beste films worden nog altijd gezien als klassiekers uit de Britse filmindustrie van de 20e eeuw. De BFI 100 lijst van favoriete Britse films van de 20e eeuw, bevat vier films van The Archers en een film van Powel alleen.

### Latere carrière
Powell's carrière werd een zware slag toegebracht door zijn controversiële psychologische thriller Peeping Tom. De film werd zwaar bekritiseerd vanwege de seksuele en gewelddadige beelden. Powell werd door deze film een buitenbeentje binnen de filmindustrie. Hij kreeg nauwelijks meer nieuwe opdrachten.
In de jaren erop wist Powell zijn carrière langzaam weer op te bouwen. Rond zijn dood werden hij en Pressburger erkend als twee van de belangrijkste Britse filmpartners ooit.

### Persoonlijk leven
In 1927 trouwde Powell met Gloria Mary Rouger, een Amerikaanse danseres. Ze trouwden in Frankrijk. Hun huwelijk hield slechts drie weken stand.
In de jaren 40 had Powell relaties met actrices Deborah Kerr en Kathleen Byron. Op 1 juli 1943 trouwde Powell met Frances "Frankie" May Reidy, de dochter van medicus Jerome Reidy. Samen kregen ze twee zonen: Michael Powell (1945) en Columba Jerome Reidy Powell (1951). Reidy stierf op 5 juli 1983.
Op 19 mei 1984 trouwde Powell met Thelma Schoonmaker.
Powell overleed aan de gevolgen van kanker.

## Filmografie

### Films
Films gemarkeerd met een * zijn verloren films.
| Jaar | Titel                               |
| ---- | ----------------------------------- |
| 1928 | Riviera Revels                      |
| 1930 | Caste *                             |
| 1931 | Two Crowded Hours *                 |
| 1932 | My Friend the King *                |
| 1932 | Rynox                               |
| 1932 | The Rasp *                          |
| 1932 | The Star Reporter *                 |
| 1932 | Hotel Splendide                     |
| 1932 | C.O.D. *                            |
| 1932 | His Lordship                        |
| 1933 | Born Lucky *                        |
| 1934 | The Fire Raisers                    |
| 1934 | Red Ensign                          |
| 1934 | Something Always Happens            |
| 1935 | The Girl in the Crowd *             |
| 1935 | Lazybones                           |
| 1935 | The Love Test                       |
| 1935 | The Night of the Party              |
| 1935 | The Phantom Light                   |
| 1935 | The Price of a Song *               |
| 1935 | Someday *                           |
| 1936 | Her Last Affaire                    |
| 1936 | The Brown Wallet *                  |
| 1936 | Crown v. Stevens                    |
| 1936 | The Man Behind the Mask             |
| 1937 | The Edge of the World               |
| 1939 | The Spy in Black                    |
| 1939 | Smith                               |
| 1939 | The Lion Has Wings                  |
| 1940 | Contraband                          |
| 1940 | The Thief of Bagdad                 |
| 1941 | An Airman's Letter to His Mother    |
| 1941 | 49th Parallel                       |
| 1942 | One of Our Aircraft Is Missing      |
| 1943 | The Life and Death of Colonel Blimp |
| 1943 | The Volunteer                       |
| 1944 | A Canterbury Tale                   |
| 1945 | I Know Where I'm Going!             |
| 1946 | A Matter of Life and Death          |
| 1947 | Black Narcissus                     |
| 1948 | The Red Shoes                       |
| 1949 | The Small Back Room                 |
| 1950 | Gone to Earth                       |
| 1950 | The Elusive Pimpernel               |
| 1951 | The Tales of Hoffmann               |
| 1955 | Oh... Rosalinda!!                   |
| 1956 | The Sorcerer's Apprentice           |
| 1956 | The Battle of the River Plate       |
| 1957 | Ill Met by Moonlight                |
| 1959 | Luna de miel                        |
| 1960 | Peeping Tom                         |
| 1961 | The Queen's Guards                  |
| 1963 | Herzog Blaubarts Burg               |
| 1966 | They're a Weird Mob                 |
| 1969 | Age of Consent                      |
| 1972 | The Boy Who Turned Yellow           |
| 1978 | Return to the Edge of the World     |

Powell was als producer betrokken bij de volgende films:
- The Silver Fleet (1943)
- The End of the River (1947)
- Aila, pohjolan tytär (alias Arctic Fury) (1951)
- Sebastian (1968)
- Pavlova - A Woman for All Time (1983)

### Televisie
Powell regisseerde ook enkele afleveringen van de televisieseries The Defenders, Espionage en The Nurses.
| Jaar | Aflevering                       | Serie         |
| ---- | -------------------------------- | ------------- |
| 1963 | Never Turn Your Back on a Friend | Espionage     |
| 1964 | The Frantick Rebel               | Espionage     |
| 1964 | A Free Agent                     | Espionage     |
| 1965 | The Sworn Twelve                 | The Defenders |
| 1965 | A 39846                          | The Nurses    |

## Prijzen en nominaties
- 1943: Oscar-nominatie voor beste film voor 49th Parallel
- 1943: Oscar-nominatie voor beste scenario voor One of Our Aircraft Is Missing
- 1948: De Danish Bodil Award voor A Matter of Life and Death
- 1948: Nominatie voor de Gouden Leeuw op het Filmfestival van Venetië voor The Red Shoes.
- 1949: Oscar-nominatie voor The Red Shoes
- 1951: Nominatie voor de Grand Prize op het filmfestival van Cannes voor The Tales of Hoffmann
- 1951: De Zilveren Beer op het Internationaal filmfestival van Berlijn voor The Tales of Hoffmann[4]
- 1957: BAFTA Award–nominatie voor The Battle of the River Plate
- 1959: Gouden Palm-nominatie op het Filmfestival van Cannes voor Luna de miel.
- 1978: Een Hon DLitt van de Universiteit van East Anglia
- 1978: Een Hon DLitt, Universiteit van Kent
- 1981: Benoemd tot lid van de BAFTA
- 1982: Een Gouden Carrièreleeuw op het Filmfestival van Venetië.
- 1983: Benoemd tot lid van de British Film Institute (BFI)
- 1987: Hon Doctorate, Royal College of Art
- 1987: Akira Kurosawa Award op het Internationaal filmfestival van San Francisco